# Ctesipo
En la mitología griega, Ctesipo (Κτήσιππος) era uno de los hijos de Heracles y Deyanira. Fue el padre de Trasiánor, abuelo de Antímaco y bisabuelo de Deifontes. Tersandro, hijo de Agamédidas, es considerado su bisnieto. En otra tradición Ctesipo era hijo de Heracles y de Astidamía, hija de Amíntor.
Hay que evitar confundirlos con Ctesipo de Samos, pretendiente de Penélope nombrado en la Odisea.